# Chéri Hérouard
Pour les articles homonymes, voir Hérouard.
Chéri Hérouard (né Chéri-Louis-Marie-Aimé Haumé le 6 janvier 1881 à Rocroi et mort le 2 juin 1961 à Paris 7e) est un illustrateur français des XIXe et XXe siècles.
Sous le pseudonyme d'Heric, il réalise également un ensemble de dessins érotiques et sado-masochistes,.

## Biographie
Hérouard abandonne tôt des études scientifiques pour lesquelles il semblait doué, ayant été bachelier à 16 ans, pour s'orienter vers le dessin.
Après avoir illustré des livres pour enfants et publié des dessins dans Le Journal de la jeunesse, il travaille de nombreuses années pour le magazine La Vie parisienne, Le Petit Français illustré (la majorité des couverture de 1905), ou d'autres revues comme Le Sourire, Fantasio et La Baïonnette,.
Il illustre aussi des ouvrages historiques, notamment sur la bataille de Rocroi et des scènes du Moyen Âge pour les encyclopédies Larousse et Quillet.

## Ouvrages illustrés
- Chroniques de l’Œil-de-bœuf, Madame de Montespan, L'Édition moderne - Librairie Ambert, s.d.
- Liane Delorys, L'Écrin du rubis ou les délices, Paris, Au Cabinet du livre - Jean Fort, 1939.